# 경량부
경량부(經量部, 산스크리트어: Sautrāntika 사우트란티카, 팔리어: Suttavāda 숫타바다)는 인도의 부파불교의 한 부파이다. 설일체유부에서 갈라져 나온 부파로, 설일체유부(說一切有部)가 3장(三藏) 가운데 논장[論] 즉 아비달마를 중시했음에 비해 경장[經]을 정량(正量: 지식의 바른 근거)으로 삼아 의지해야 한다는 취지에서 '경량부'라고 스스로 칭하였다.
약칭으로 경부(經部)라고도 하며, 별칭으로 비유부(譬喻部) · 상속부(相續部) · 설경부(說經部) · 설도부(說度部) · 설전부(說轉部) · 수다라론(修多羅論) · 수투로구(修妬路句) 또는 승가란제가(僧伽蘭提迦)라고도 한다.
세우(世友: 1~2세기)의 《이부종륜론(異部宗輪論)》에 의거하여 경량부가 기원전 1세기에 설일체유부에서 분리하여 성립되었다고 전통적으로 여겨왔는데, 현대의 학자들은 경량부가 기원후 1세기경부터 나타난 비유자(譬喩者) 또는 비유사(譬喻師)라고 불린 설일체유부 내의 이견을 가진 그룹에서 기원하며, 이 그룹에 속한 논사인 쿠마랄라타(Kumāralāta: 3세기 말경)를 거쳐 그의 제자인 슈리라타(Śrīlāta)에 의해 설일체유부에서 분리하여 기원후 4세기경에 경량부가 성립된 것으로 본다.

## 기원

### 전통적 견해
세우(世友: 1~2세기)의 저술을 현장(玄奘: 602~664)이 한역한 《이부종륜론(異部宗輪論)》에는 경량부라는 명칭이 등장하는데, 이 논서에 따르면 경량부는 불멸(佛滅) 후 4백년 초에 설일체유부에서 분파하였다.
至第四百年初。從說一切有部。復出一部。名經量部。亦名說轉部。自稱我以慶喜為師。

[불멸 후] 4백 년 초에 이르러서 설일체유부로부터 다시 한 부가 나왔으니 이름이 경량부(經量部) 또는 설전부(說轉部)라고도 이름하였으며 자칭 “우리는 경희(慶喜)로써 스승[師]을 삼는다”* [주해]고 하였다.

* [주해] 경희(慶喜)는 고타마 붓다의 10대제자 가운데 한 명의 이름인 아난다(Ānanda)의 한역어이다. 여기서는 비유로서, 결집시 아난다가 독송한 것을 뜻한다. 즉 논장이나 율장이 아닌 경장을 뜻한다. 그리고 스승[師]은 정량(正量) 즉 지식의 바른 근거를 뜻한다.— 《이부종륜론》. 한문본 p. 15b. & 한글본 4쪽.

述曰此師唯依經為正量。不依律及對法。凡所援據以經為證。即經部師。從所立以名經量部。亦名說轉部者。此師說有種子。唯一種子。現在相續。轉至後世。故言說轉。至下當知舊云說度部。然結集時尊者慶喜專弘經藏。今既以經為量故。以慶喜為師。從所立為部名。滿慈弘宣對法。近執弘毗奈耶。既不依於對法及律故。今唯以慶喜為師也。

술하여 말하겠다. 이 사(師)들은 오직 경(經)을 의지하여 정량(正量)으로 삼았고 율(律)과 대법(對法: 논)에는 의지하지 않았다. 대체로 도움을 받고 근거가 되는 곳으로서 경(經)을 증거로 삼았기 때문에 곧 경부사(經部師)인 것이며, [이렇게] 세운 바를 따라서 경량부(經量部) 또는 설전부(說轉部)라고 이름한 것이다. 이 사(師)에서는 말하기를, 종자(種子)가 있는데 오직 하나의 종자가 현재에서 상속하여 후세까지 전지(轉至)한다고 말한다.  따라서 설전(說轉)이라고 말한 것이다. [전하여] 아래로 이르므로, 이 때문에 옛날에는 설도부(說度部)라고도 칭했다는 것을 마땅히 알아야 할 것이다. 그런데 결집시 경희(慶喜: 아난다) 존자가 경장(經藏)을 널리 전담하였는데 지금에서는 이미 경(經)을 량(量: 지식의 근거)으로 삼는 것이므로 따라서 경희(慶喜: 아난다)를 스승[師]으로 삼는[다고 말하는] 것이며, [이렇게] 세운 바를 따라 부파(部)의 이름으로 삼은 것이다. 만자(滿慈: 부루나)는 대법(對法: 논)을 널리 선양하였고 근집(近執: 우파리)은 비나야(毗奈耶: 율)를 널리 선양하였다. 이미 대법에도 율에도 의지하지 않으므로 지금에서는 오직 경희(慶喜: 아난다)를 스승[師]으로 삼는[다고 말하는] 것이다.— 《이부종륜론술기》. 한문본 p. 577 (b17-b23).

세우의 논서에 대한 현장의 한역 《이부종륜론》과 이 논서에 대한 규기(窺基: 현장의 제자)의 주석서인 《이부종륜론술기(異部宗輪論述記)》의 이러한 내용에 근거하여 경량부가 불멸(佛滅) 후 4백년 초, 즉, 기원전 1세기에 성립되었다고 전통적으로 여겨왔다.

### 현대의 견해
위의 전통적 견해와는 달리, 현대의 학자들은 기원후 1세기경에 설일체유부 내에서 정통파 그룹과는 다른 견해를 가진 그룹으로 비유자(譬喩者, Dārṣṭāntika) · 비유사(譬喻師) 또는 설전사(說轉師)라고 불린 그룹이 있었으며, 이 그룹에서 경량부가 유래한 것으로 본다. 이 그룹의 명칭을 비유자 또는 비유사라고 한 이유는 비유(譬喻)를 사용하여 논의나 설법을 전개한 경우가 많았기 때문이다.
즉, 카니슈카(Kanishka 迦腻色伽 가니색가: 재위 127~151)왕 때 카슈미르계 정통 설일체유부의 대표 논서인 《아비달마대비바사론》(2세기 중반에 성립)이 성립될 때 이 논서의 계통에 속한 이들과는 의견이 달랐던 즉 비바사사(毘婆沙師: 대표적인 인물은 세우와 협존자) 그룹과는 의견이 달랐던 비유자 그룹이 이미 존재하고 있었다. 그렇지만 이 비유자 그룹에 속한 대표적인 논사는 《아비달마대비바사론》 성립 시기보다 더 후대의 3세기 말경의 쿠마랄라타(Kumāralāta 또는 Kumāralabdha, 鳩摩羅馱 구마라타, 鳩摩邏多 구마라다)이다. 그는 설법을 함에 있어 비유(譬喻)를 많이 사용하였기 때문에 특히 비유사(譬喻師)라고 불렸다. 그를 거쳐서 그의 제자인 슈리라타(Śrīlāta, 室利羅多 실리다라)에 의해, 비바사사 그룹이 정통파 그룹으로 여겨지고 있던 당시의 설일체유부에서 분리하여 기원후 4세기경에 경량부가 성립된 것으로 현대의 학자들은 보고 있다. 한편, 슈리라타를 경량부의 개조로 보는 견해와는 다소 다른 견해로, 쿠마랄라타가 경량부의 개조이며 슈리라타가 중흥조인 것으로 보는 견해도 있다.
이러한 현대의 기원설과 관련하여, 카슈미르계 정통 설일체유부의 대표 논서인 《아비달마대비바사론》(2세기 중반에 성립)에서는 자파내의 이설을 가진 이로서 경량부 계통에 속한 이의 견해를 말할 때 비유자(譬喩者)라는 명칭을 사용하고 있으며, 또한 《아비달마대비바사론》의 강요서이면서 또한 경량부 등의 교학을 참조하여 설일체유부의 교학을 비판적으로 집대성한 논서인 세친(316?-396?)의 《아비달마구사론》(4세기 중반에 성립)에서도 경량부의 견해를 언급할 때 비유자라는 명칭을 사용하고 있다.

## 참고 문헌
- 곽철환 (2003). 《시공 불교사전》. 시공사 / 네이버 지식백과. |title=에 외부 링크가 있음 (도움말)
- 세우 지음, 진제 한역, 송성수 번역 (K.976, T.2031). 《이부종륜론》. 한글대장경 검색시스템 - 전자불전연구소 / 동국역경원. K.976(29-563), T.2031(49-17). |title=에 외부 링크가 있음 (도움말)
- 운허.  동국역경원 편집, 편집. 《불교 사전》. |title=에 외부 링크가 있음 (도움말)
- (중국어) 星雲. 《佛光大辭典(불광대사전)》 3판. |title=에 외부 링크가 있음 (도움말)
- (중국어) 세우 조, 진제 한역 (T.2031). 《이부종륜론(異部宗輪論)》. 대정신수대장경. T49, No. 2031, CBETA. |title=에 외부 링크가 있음 (도움말)